# شاهزاده سليم (ابن محمد الثالث)
شاهزاده سليم (بالتركية: Şehzade Selim) (من مواليد 1585 - وفيات 1597) هو ابن السلطان محمد الثالث بن مراد الثالث بن سليم الثاني بن سليمان القانوني بن سليم الأول بن بايزيد الثاني بن محمد الفاتح بن مراد الثاني بن محمد الأول جلبي بن بايزيد الأول بن مراد الأول بن أورخان غازي بن عثمان بن أرطغل. وهو أخ السلطان أحمد خان الأول.

## حياته
ولد في سنة 1585م والده السلطان محمد الثالث. ولد في إسطنبول عندما كان أمير محمد. شهزاد سليم، الذي كان يرتدي قصرًا جيدًا، اكتسب قيمة كبيرة في عيون والده.
بعد وفاة جده مراد الثالث، انتقل السلطان مع والده إلى إسطنبول. في 16 يناير 1595، تم إعلان ولي العهد لأن والده كان الأكبر بين الأطفال على يد العرش.

## موته
بينما كان الأمير سليم هو الأقوى على العرش، توفي في 15 أبريل 1597، عندما لم يستطع الهرب من مرض الأحمر الذي تم القبض عليه. اكتملت عملية الجنازة بحزن شديد لوالده. هو الأمير المتوفى الثاني. تم دفنه في ضريح سليم.